# أشلي تشرتش
أشلي تشرتش هو سياسي نيوزيلندي، ولد في 26 فبراير 1964. نشط حزبياً في الحزب الوطني في نيوزيلندا.